# Frederik Weis
Frederik Anton Weis (født 28. november 1871 i Beder ved Aarhus, død 12. juli 1933) var en dansk plantefysiolog.
Weis blev student fra Aarhus 1890, studerede plantefysiologi under Rasmus Pedersen og tog magisterkonferens i dette fag 1897; i 1902 tog han doktorgraden, og i 1903 studerede han i udlandet, blandt andet i Paris. Fra 1898—1905 var han assistent ved Carlsberg Laboratoriums kemiske afdeling, i 1904 blev han docent i bakteriologi ved Landbohøjskolen og 1905 professor i plantefysiologi sammesteds. I denne stilling udfoldede Weis en frugtbar lærervirksomhed, og den plantefysiologiske undervisning udviklede sig stærkt under hans hænder. Hans evne til at fremstille fysiologiens problemer i let tilgængelig form var betydelig; herom vidner hans store værk: Livet og dets Love (1911, 2. udgave 1923) og hans sammen med Johannes Schmidt udgivne bog om bakterierne (1901). Af hans videnskabelige arbejder kan i øvrigt fremhæves hans doktordisputats: Studier over proteolytiske Enzymer i spirende Byg (Malt). Senere hen beskæftigede han sig fortrinsvis med skovbrugsundersøgelser og udgav dels alene, dels i forbindelse med P.E. Müller flere fortjenstfulde arbejder om stofomsætningen i skovbunden. Weis var ligeledes forsøgsleder ved en række gødningsforsøg, der på hans initiativ blev sat i gang af Dansk Skovforening. Weis havde også udpræget sociale interesser. Han var således medstifter af og i flere år formand for foreningen "Den personlige Friheds Værn".